# 엘지기데이 노얀
엘지기데이 노얀(ᠡᠯᠵᠢᠭᠲᠡᠢ ᠨᠣᠶᠠᠨ, 1206년 ~ 1251년 6월 혹은 1252년 6월)는 몽골 제국의 장군이다. 페르시아 원정을 담당했다. 훌라구의 일 칸국의 모태가 된 페르시아의 총독이다.

## 생애
1219년부터 1221년 그는 칭기즈 칸의 서방 원정에 참여, 종군하였다. 우구데이 칸의 통치 기간 동안 몽골 제국의 케식의 지휘관이었다. 1246년 구유크가 대칸으로 선출되자, 구유크 칸은 다시 몽골의 서방 원정군을 편성하여 엘지기데이를 서방 원정군 총 사령관에 임명하고, 1차 몽골의 서방 원정군 사령관 바투는 해임했다. 또는 그해 그를 페르시아 원정군 사령관 바이주와 교체하여 그를 임명했다는 설도 있다.
1247년 8월 구유크 칸의 명으로 쿠사만부의 병력을 이끌고 서방 원정에 출전하였다. 엘지기데이는 페르시아방면 공략과 시리아 진격, 바그다드 점령을 맡았다. 신원사에 의하면 구유크 칸은 그의 속령으로 로마, 카라크, 모다리, 지라풍곡이, 아르파 등을 그의 속령으로 주었다 한다. 구유크칸은 몽골 장정 중 1백인을 선발, 바투르로 임명하여 엘지기데이에게 딸려 보냈다. 그가 출정한 뒤 구유크 칸은 다섯 몽골 부락의 12개 병력을 그에게 추가로 보내주었다.
그는 1247년 9월 카라코룸을 출발하여 1248년 4월 탈라스에 도착했는데, 이때 구위크의 사망 소식을 듣고 탈라스에 체류하다가 호라산으로 갔다. 코라산에 도착하자마자 그는 발히슈 지역에 주둔했다.
칸과 같은 기독교적 동정심을 가진 것으로 추정되는 엘지기데이는 시리아로 진격하라는 명령을 받았고 바그다드로 진격할 계획을 세웠다. 이 전진은 이상적으로는 프랑스의 루이 9세의 제7차 십자군과 함께 중동 원정을 계획하였다. 그러나 구유크 칸의 갑작스러운 죽음으로 엘지기데이는, 국상 기간이 끝날 때까지 계획을 연기했다. 그러나 엘지기데이는 코라산에 있는 그의 진영에서 루이 9세에게 보내는 편지를 썼다.
이후 그는 아제르바이잔과 쿠르디스탄의 공략과 이들이 몽골에 조공을 바치도록 압력을 행사하였다.
1251년 6월 알탄하에서 열린 쿠릴타이에 아들 2명과 참석하였다. 툴루이가 출신의 몽케가 칸으로 선출되었다. 같은 달 그는 몽케 칸을 선출한 쿠릴타이를 무효로 하려는 음모에 가담했다는 혐의를 받고, 아들 2명과 함께 무고 혐의로 처형되었다. 신원사 제150권에 의하면 그의 두 아들은 시레문을 추대하려는 음모에 가담했으며, 엘지기데이는 몽케 칸이 보낸 군졸에게 체포되어, 킵차크 칸국의 바투 칸에게 보내져 처형됐다 한다. 그의 지위는 전임자인 바이주가 다시 맡았다.

## 같이 보기
- 몽골의 서방 원정
- 몽골의 페르시아 원정